# Rajd Wartburga 1970
Rajd Wartburga 1970 (13. Internationale Rallye Wartburg 1970) – 13. edycja rajdu samochodowego Rajd Wartburga rozgrywanego w NRD. Rozgrywany był od 22 do 24 października 1970 roku. Rajd był piątą rundą Rajdowego Pucharu Pokoju i Przyjaźni w roku 1970 oraz kolejną Rajdowych Mistrzostw NRD w roku 1970.

## Klasyfikacja rajdu
| Miejsce                | Kierowca               | Pilot                      | Samochód               | Wynik                  | Strata                 |                        |
| Klasyfikacja generalna | Klasyfikacja generalna | Klasyfikacja generalna     | Klasyfikacja generalna | Klasyfikacja generalna | Klasyfikacja generalna | Klasyfikacja generalna |
| ---------------------- | ---------------------- | -------------------------- | ---------------------- | ---------------------- | ---------------------- | ---------------------- |
| 1.                     | Eberhard Asmus         | Lothar Sachse              | Trabant P601           | 0                      | -                      |                        |
| 2.                     | Helmut Piehler         | Klaus Riedel               | Trabant P601           |                        |                        |                        |
| 3.                     | Preben Kristoffersen   | Bent Aakjær Nielsen        | Austin Mini Cooper     |                        |                        |                        |
| 4.                     | Wolfgang Strehlow      | Bernhard Malsch            | Wartburg 353           |                        |                        |                        |
| 5.                     | Günter Gries           | Harald Würfel              | Wartburg 353           |                        |                        |                        |
| 6.                     | Kenneth Gram Nielsen   | Morgens Boesgaard Sorensen | Opel Kadett Rallye     |                        |                        |                        |
| Klasyfikacja RPPiP     |                        |                            |                        |                        |                        |                        |
| 1.                     | Eberhard Asmus         | Lothar Sachse              | Trabant P601           | 0                      | -                      |                        |
| 2.                     | Helmut Piehler         | Klaus Riedel               | Trabant P601           |                        |                        |                        |
| 3.                     | Wolfgang Strehlow      | Bernhard Malsch            | Wartburg 353           |                        |                        |                        |
| 4.                     | Günter Gries           | Harald Würfel              | Wartburg 353           |                        |                        |                        |